# Pak Doo-ik
Pak Doo-ik   (Pyongyang, 17 de març de 1943) fou un futbolista nord-coreà de la dècada de 1960.
Fou internacional amb la selecció de futbol de Corea del Nord amb la qual participà a la copa del Món de futbol de 1966. Fou l'autor del gol que donà el triomf a la selecció coreana davant Itàlia.
A nivell de club destacà com a jugador de Moranbong Sports Club.
Més tard fou el seleccionador nord-coreà durant els Jocs Olímpics de 1976.
Fou el primer rellevista de la torxa olímpica dels Jocs Olímpics de 2008 al seu pas per Pyongyang.